# G Magazine
G Magazine war ein brasilianisches Magazin.
Die Zeitschrift gehörte mit rund 110.000 Ausgaben monatlich zu den meistverkauften Magazinen seiner Art in Brasilien und zielte vorrangig auf die Gruppe der homosexuellen und bisexuellen Männer. Die Zeitschrift enthielt Aktfotografien von Männern, oftmals bekannte Pornostars aus der Filmindustrie, sowie erotische fiktive Artikel und Interviews.
Die erste Ausgabe erschien im Oktober 1997, die letzte Ausgabe mit Nr. 174 erschien 2013.